# Вовк, Ангелина Михайловна
Ангели́на Миха́йловна Вовк (род. 16 сентября 1942 года, Тулун, Иркутская область, СССР) — советская и российская теле- и радиоведущая, диктор Центрального телевидения СССР в 1980-х годах, киноактриса и театральный педагог, народная артистка РФ (2019). Кавалер ордена «Ключ дружбы» (2012) — одной из высших наград Кемеровской области. В марте 2012 года избрана депутатом Совета депутатов муниципального округа «Арбат» в Москве сроком на пять лет.

## Биография

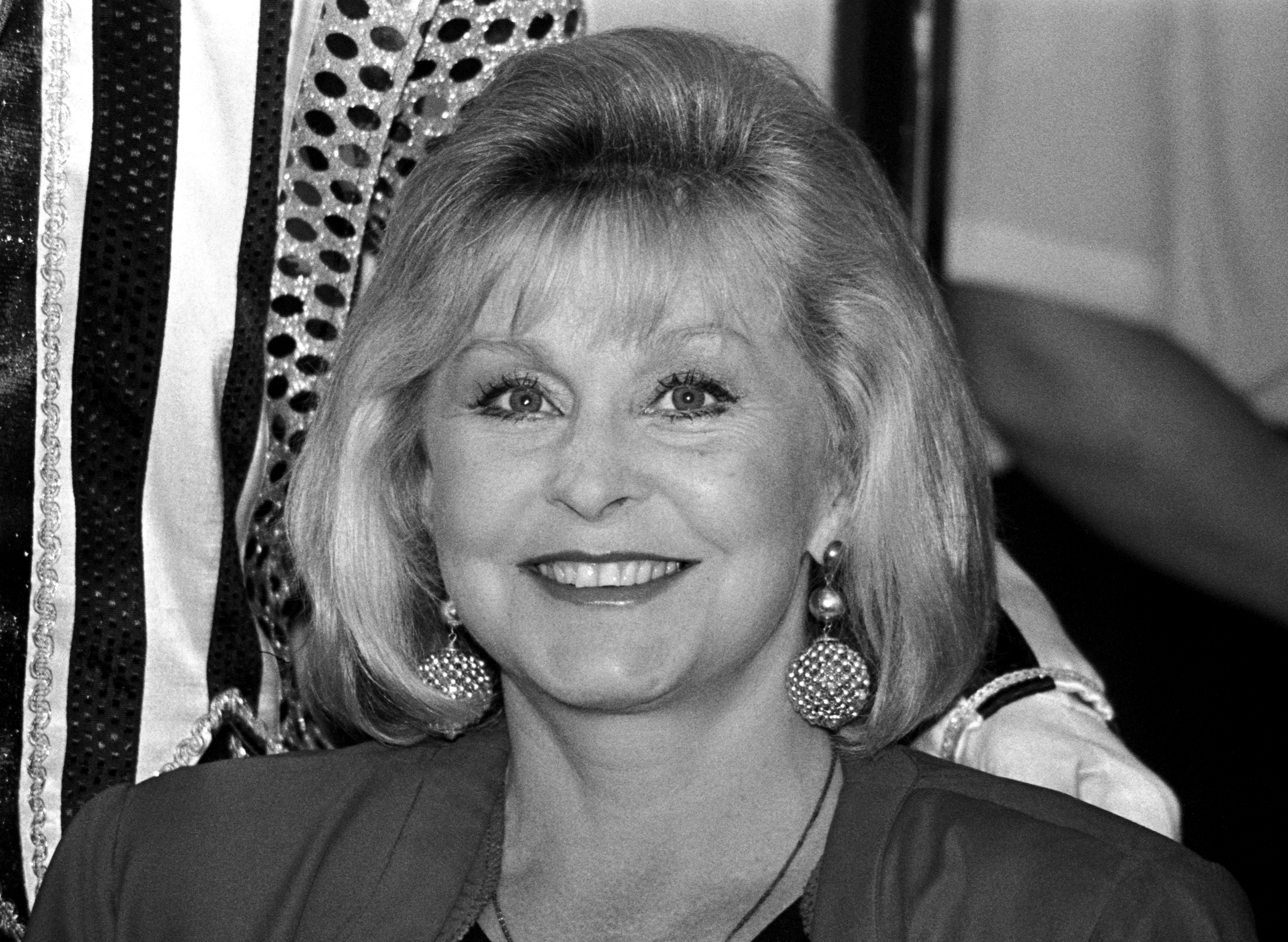
Ангелина Вовк в 50 лет, 6 июня 1993 года, автор фото: Лев Медведев

Родилась 16 сентября 1942 года в городе Тулуне Иркутской области.
Отец, Михаил Никитич Вовк, во время Великой Отечественной войны служил военным лётчиком. Погиб осенью 1944 года, разбившись на самолёте во время вылета в Югославию. Мать, Мария Кузьминична Вовк, после гибели мужа переехала с семьёй в Москву, где работала бухгалтером в аэропорту «Внуково».
В 1965 году окончила актёрский факультет ГИТИСа (курс мастеров: народного артиста РСФСР Григория Григорьевича Конского и народной артистки СССР Ольги Николаевны Андровской, учеников Константина Сергеевича Станиславского и Владимира Ивановича Немировича-Данченко). Будучи студенткой, подрабатывала манекенщицей в Общесоюзном доме моделей на Кузнецком Мосту в Москве.
После окончания театрального института в 1966 году снялась в военном фильме «Прощай» режиссёра и автора сценария Григория Поженяна.
В 1968 году поступила на режиссёрский курс в открывшийся в Москве Всесоюзный государственный институт повышения квалификации работников телевидения и радио при Гостелерадио СССР.
Оставив режиссёрские курсы, решила поступить на дикторские курсы при Гостелерадио СССР. После их окончания была принята на работу в дикторский отдел Центрального телевидения СССР. Поначалу ей было поручено читать новости. Не любила и не умела читать по бумажке, так как у неё плохое зрение. Кроме того, во время чтения новостей в прямом эфире не могла долго сохранять серьёзное лицо, ей постоянно хотелось улыбаться. Поэтому, во избежание увольнения, от должности диктора ей пришлось отказаться. Стала вести детские передачи «Будильник» и «Спокойной ночи, малыши!», музыкальные программы «Утренняя почта» и «Музыкальный киоск», концерты, фестивали, конкурсы и многие другие телевизионные передачи.
Занимается общественной деятельностью. Ежегодно летом во Всероссийском детском центре «Орлёнок» на берегу Чёрного моря проводит детский музыкальный фестиваль «Песенка года», автором которого является.
Является президентом Российского фонда культуры и искусства по поддержке детского творчества.
15 января 2023 года, на фоне вторжения России на Украину, была внесена в санкционный список Украины за распространение пропаганды и «публичные призывы к агрессивной войне».
6 марта 2023 года была героем программы «Жизнь и судьба» с Борисом Корчевниковым на телеканале Россия.

## Личная жизнь
Первый муж — Геннадий Чертов (род. 1940), актёр, диктор Центрального телевидения, однокурсник по ГИТИСу. Брак продлился шестнадцать лет, с 1966 по 1982 год.
Второй муж — Индржих Гётц, художник чехословацкой киностудии «Баррандов», архитектор. Супруги жили в разных странах: Вовк — в России, Гётц — в Чехословакии. Брак продлился тринадцать лет, с 1982 по 1995 год.
Детей нет, не смогла родить из-за осложнений после внематочной беременности, пережила клиническую смерть.
Хобби Вовк — моржевание, катание на горных лыжах (с 60 лет). Плавает в бассейне, любит бывать на природе, выращивает на своём дачном участке цветы и овощи.

## Трудовая деятельность

### Работа на телевидении
Вела детские программы «Будильник», «Спокойной ночи, малыши!», некоторые выпуски «В гостях у сказки», передачу «Голубой огонёк». Была ведущей музыкальных программ «Утренняя почта» и «Музыкальный киоск», вечеров классической музыки, концертов, музыкальных фестивалей и конкурсов.
В 1988 году дебютировала в качестве ведущей фестиваля Песня года (Песня-88). С 1988 по 1991 год, и с 1993 по 2004 год, и в 2006 году (в 1992 году не проводился) вместе с ведущим Евгением Меньшовым 17 раз вела на советском, а затем на российском телевидении ежегодный телевизионный музыкальный фестиваль «Песня года».
С 2006 по 2007 год вела программу «Няня спешит на помощь» на ТНТ.
В 2009 году вела программу «Доброе утро, Россия!» на телеканале «Россия».
В 2012 году участвовала в шоу «Танцы со звёздами» в паре с Олегом Вечкасовым на телеканалах «Россия-1» и «РТР-Планета».
С 3 декабря 2012 по 28 марта 2014 года вела программу «Доброго здоровьица!» с Геннадием Малаховым на «Первом канале».
Со 2 сентября 2013 по 20 декабря 2014 года вела программу «В наше время» на «Первом канале» вместе с Татьяной Веденеевой и Юрием Николаевым.
С 31 марта по 30 мая 2014 года вела ток-шоу «Дело ваше» с Людмилой Хитяевой и Зинаидой Кириенко.
В 2020 году была приглашённым членом жюри в проекте «Суперстар. Возвращение».
В 2022 году стала гостем шоу Привет, Андрей!, где её чествовали в связи с 80-летием.

### Фильмография
- 1963 — «При исполнении служебных обязанностей» — эпизод (нет в титрах)
- 1964 — «Живёт такой парень» — манекенщица (эпизод)
- 1966 — «Прощай» — Галя Чудакова
- 1997 — «Старые песни о главном 2» — камео

### Преподавательская деятельность
Является профессором кафедры режиссуры и мастерства актёра театрально-режиссёрского факультета и членом учёного совета Московского государственного института культуры.

## Признание

### Государственные награды и звания
- 1988 — почётное звание «Заслуженный артист РСФСР» — за заслуги в области советского искусства[24].
- 2019 — почётное звание «Народный артист Российской Федерации» — за большие заслуги в области культуры и искусства, многолетнюю плодотворную деятельность[25].

### Общественные награды
- 2006 — лауреат Всероссийской премии «Национальное достояние» в номинации «За вклад в культуру»[8].
- 2007 — кавалер общественного Ордена Святого Александра Невского «За труды и Отечество»[26].
- 2007 — Медаль преподобного Сергия Радонежского I степени и грамота РПЦ[8].
- 2007 — Медаль ЦК КПРФ «90 лет Великой Октябрьской социалистической Революции».
- 2007 — кавалер ордена Международного благотворительного фонда «Меценаты столетия» — за помощь малоимущим детям[8][27].
- 2012 — кавалер ордена «Ключ дружбы», одной из высших наград Кемеровской области — за многолетнюю успешную творческую деятельность, высочайший профессионализм, большой личный вклад в развитие культуры, преданность своему делу, многолетнее плодотворное сотрудничество с Кемеровской областью[4][5].
- 2017 — Почётная грамота Московской городской думы — за заслуги перед городским сообществом и в связи с юбилеем[28]